# Joy Bryant
Joy Bryant, född 18 oktober 1974 i New York, är en amerikansk skådespelare och fotomodell.

## Filmografi (i urval)
- 2002 – Showtime
- 2003 – Honey
- 2003–2004 – Cityakuten (TV-serie)
- 2004 – Spider-Man 2
- 2005 – Skeleton Key
- 2005 – Get Rich or Die Tryin'
- 2006 – Bobby
- 2007 – The Hunting Party
- 2008 – Entourage (TV-serie)
- 2010–2015 – Parenthood (TV-serie)
- 2017 – Girls (TV-serie)